# Млеко од дуге
Млеко од дуге  (енгл. Rainbow Milk) је полуаутобиографски роман који је написао британски писац Пол Мендез (енгл. Paul Mendez), а први пут је објавила издавачка кућа Little, Brown and Company 2020. Мендезов дебитантски роман прича причу о Џесију Макартију, црном геј мушкарцу који бежи из свог дома након што су га чланови његове заједнице протерали.

## Пријем
У рецензији за The Irish Times, Сара Гилмартин је прокоментарисала почетни део романа, који приповеда о животу имигранта са Јамајке који покушава да се настани у Црној земљи током 1950-их. Гилмартин је рекла да одељак „стоји сам као виртуозно дело – хитно, оригинално и срцепарајуће“. Гилмартин је хвалила Мендезов „слух за дијалекте“ кроз целу књигу, што омогућава читаоцу да се приближи ликовима. Рецензент је рекао да „рани делови Џесијевог живота чине задивљујуће читање“, али је рекао да је аутор требало раније да учини очигледном везу између почетног поглавља и Макартијеве приче. Гилмартин је такође критиковала прекомерну употребу шокантних и сексуалних детаља, који на крају губе утицај, и приметио да је „[п]ацинг велики проблем“ у роману. 
Аутор Тони Луци, рецензирајући за The Brooklyn Rail, рекао је да је то један од „убедљивијих дебија” које је прочитао, као и „један од хуманијих”. Луци је прокоментарисао Мендезову способност писања тако што је пустио главног јунака да „артикулише своје мисли и осећања без искоришћавања његове борбе за јефтину потрошњу“. У свом тексту, Луци је такође расправљао о рецензијама које су читаоци оставили на сајтовима као што су Goodreads или Amazon, који су се „жалили на претеране, 'бесмислене' сцене секса", и рекао да је "[таква] критика депласирана" због њихове важности за разумеју „психолошку и емоционалну путању” главног лика. 
Kirkus Reviews је приметио проблем темпа, рекавши да „роман пропада са преписаним одломцима“. Иако рецензент назива Млеко од дуге „понекад убедљивим“, они такође помињу „збуњену и недоследну“ структуру романа.  Ени Бостром, рецензирајући за The Booklist, похвалила је роман и назвала га „епским“, рекавши да Мендез показује вештину када скаче између прошлости и садашњости у причи.  Роман је добио рецензију са звездицом од Publishers Weekly-а, који га је назвао „експлозивним образовним романом који се ослања на наслеђе британске Windrush generation миграната из 1950-их из Западне Индије“. 